# Maduración (alimento)

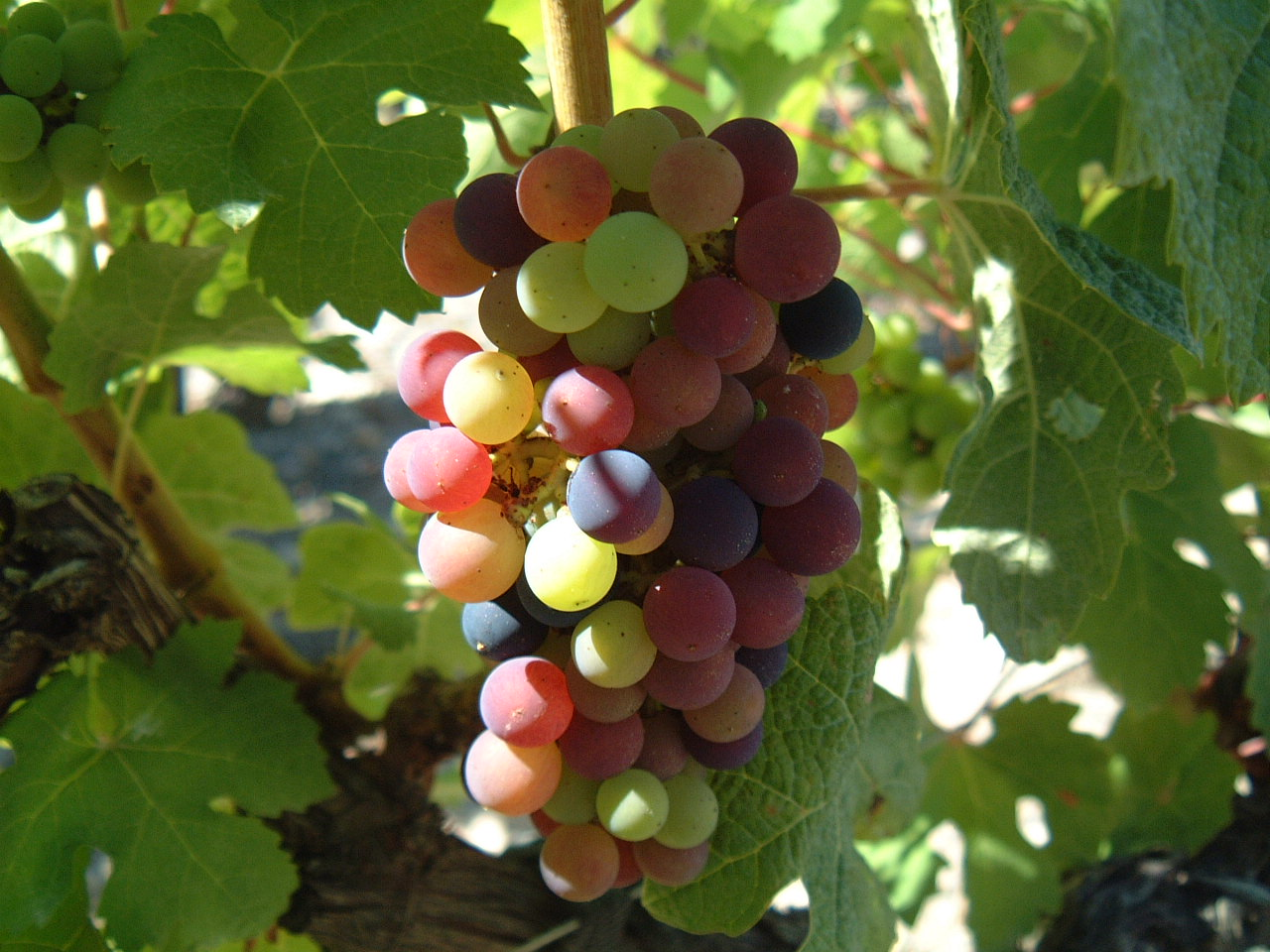
Racimo de uva en varias etapas de su madurez.

La maduración es un proceso de transformación lenta que ocurre en algunos alimentos (en sus componentes), principalmente frutas y verduras, aunque también se puede aplicar en carnes y quesos, por el cual los alimentos se tornan más sabrosos al paladar. El estadio previo se denomina estado de crecimiento o inmadurez, y el estadio posterior, pudrición o descomposición. 
En cuanto a rasgos perceptibles, cuando los frutos maduran su sabor pasa de ácido a dulce, su color pasa de verde a rojo, su textura pasa de tersa y dura a suave y jugosa, y comienzan a desprender un aroma que biológicamente interpretamos como «apetecible», pues nos indica que se encuentran en su estado óptimo para ser consumidos. 
Aunque la acidez de la fruta aumenta a medida que madura, el mayor nivel de acidez no hace que la fruta parezca más ácida. Este efecto se atribuye a la graduación Brix.
Por lo general, las frutas y verduras no se consumen hasta su estado óptimo de maduración, aunque existen notables excepciones sobre esto, como en el caso de los chiles verdes. En el caso de la carne, la maduración consiste en dejar reposar la carne tras la matanza para que los nervios se destensen y los músculos queden tiernos, proceso que dura hasta una semana. En el caso de los quesos, la maduración es un proceso de coagulación de la leche.

## Descripción científica

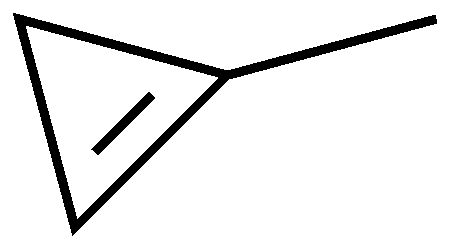
El 1-metilciclopropeno se usa como regulador sintético del crecimiento de las plantas.

Al principio del proceso de maduración, la fruta sintetiza sus compuestos, incluidos alcaloides y taninos. Estos compuestos, que son antifederantes, combaten las infecciones y hacen que la fruta madura sepa amarga y astringente. Estas adaptaciones son una herramienta esencial para que las plantas se prevengan de los microorganismos que podrían descomponer la fruta y sus semillas antes de estar listas.
A nivel molecular, la maduración climatérica de la fruta se controla a través de una cascada reguladora de múltiples capas que involucra la interacción de varios reguladores positivos y negativos de la biosíntesis del etileno (C2H4).

## Agentes de la maduración

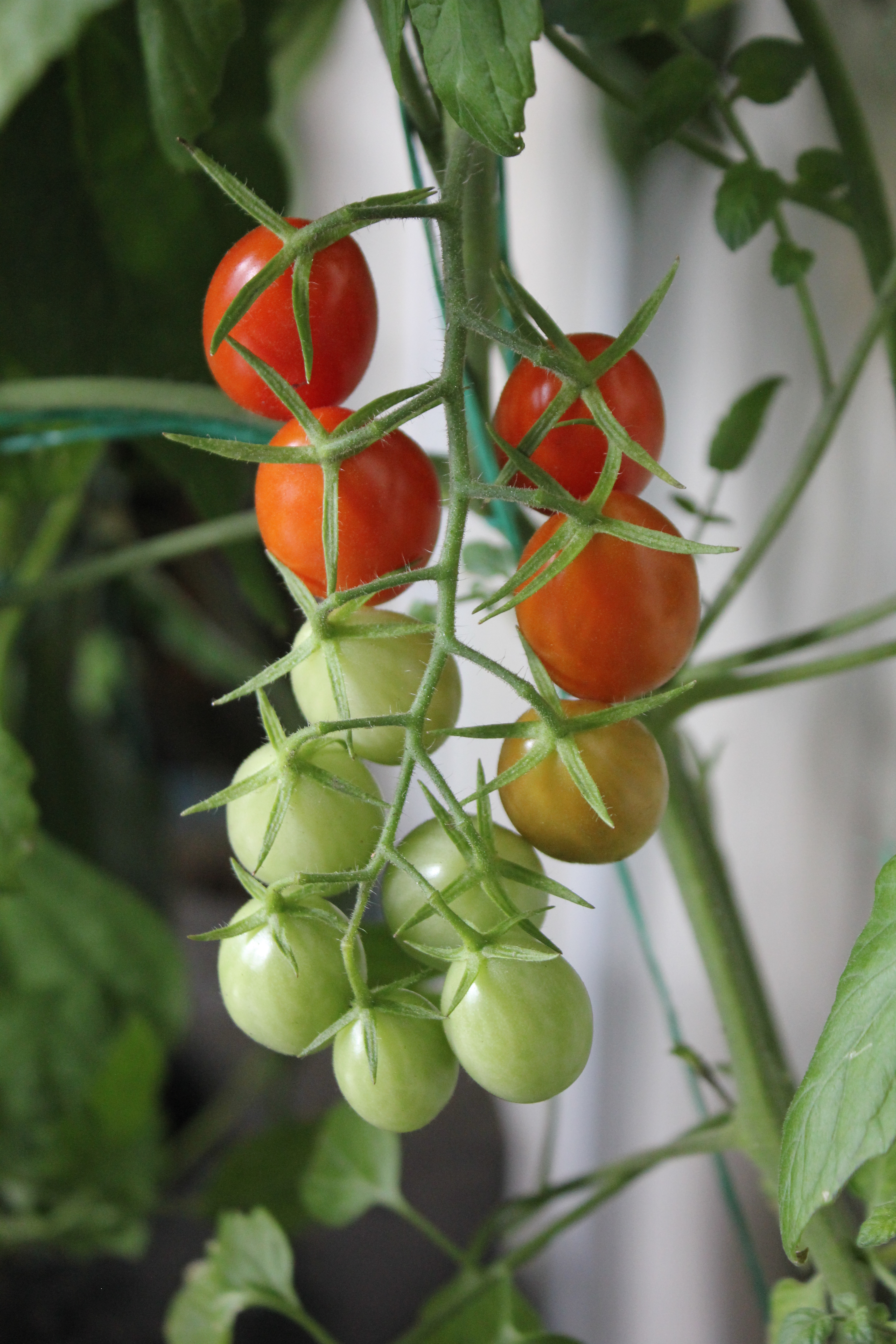
Tomates cherri en diversas etapas de la maduración.

Ciertos agente aceleran de maduración, uno de los más importantes es el etileno, que es una hormona gaseosa producida por muchas plantas. Asimismo existen varios análogos sintéticos de etileno. Estos agentes permiten recoger muchas frutas antes de la maduración completa, lo cual es útil ya que las frutas maduras no soportan bien el transporte. Por ejemplo, las bananas se cosechan cuando están verdes, y maduran artificialmente 
El carburo de calcio (CaC2) también se usa en algunos países para madurar las frutas artificialmente. Cuando el carburo de calcio entra en contacto con la humedad produce gas acetileno, que es similar en sus efectos al agente de maduración natural, el etileno. El acetileno acelera el proceso de maduración. Los generadores catalíticos se utilizan para producir gas etileno de manera simple y segura. Los sensores de etileno se pueden usar para controlar con precisión la cantidad de gas. Los contenedores o bolsas de maduración se encuentran disponibles comercialmente. Estos contenedores aumentan la cantidad de gases de etileno y dióxido de carbono alrededor de la fruta, lo que promueve la maduración.
Las frutas climatéricas continúan madurando después de ser recogidas, un proceso acelerado por el gas etileno. Las frutas no climatéricas maduran solo en la planta y, por lo tanto, tienen una vida útil corta si se cosechan cuando están maduras.
El yodo (I) se puede usar para determinar si las frutas están madurando o pudriéndose mostrando si el almidón de la fruta se ha convertido en azúcar. Por ejemplo, una gota de yodo en una parte ligeramente podrida (no en la piel) de una manzana permanecerá amarilla o naranja, ya que el almidón ya no está presente. Si se aplica el yodo y tarda de 2 a 3 segundos en volverse azul oscuro o negro, entonces el proceso de maduración ha comenzado pero aún no se ha completado. Si el yodo se vuelve negro inmediatamente, significa que el almidón aun está presente en altas concentraciones y por lo tanto, la fruta no ha comenzado a madurar por completo.
Las frutas climatéricas experimentan varios cambios durante el proceso. Los cambios más importantes son que la fruta se suaviza, cambia de un sabor amargo a uno más dulce, así como el cambio de color. Estos cambios empiezan en una parte interior de la fruta, el lóculo, que es el tejido gelatinoso que rodea las semillas. Los cambios relacionados con la maduración se inician en esta región una vez que las semillas son lo suficientemente viables como para que el proceso continúe, momento en el que se producen cambios relacionados con la maduración en el tejido externo llamado pericarpio. A medida que ocurre este proceso de maduración, avanzando desde el interior hacia el exterior de la mayor parte del tejido de la fruta, se producen los cambios observables del tejido ablandado y los cambios de color y contenido de carotenoides. Específicamente, este proceso activa la producción de etileno y la expresión de genes de respuesta al etileno relacionados con los cambios fenotípicos observados durante la maduración. Los pigmentos que provocan el cambio de color siempre están presentes en la fruta, pero se vuelven visibles al degradarse la clorofila, además de que también se producen nuevos pigmentos a medida que avanza el proceso de maduración.
Las paredes celulares están compuestas principalmente por polisacáridos, incluida la pectina. Durante la maduración, una gran parte de la pectina pasa de insoluble a soluble mediante ciertas enzimas degradantes. Estas enzimas incluyen poligalacturonasa. Esto significa que la fruta se volverá menos firme a medida que se degrada la estructura de la fruta.
Durante la maduración, se produce la descomposición enzimática y la hidrólisis de los polisacáridos almacenados. Entre los principales polisacáridos se incluye el almidón. Estos se descomponen en moléculas hidrosolubles más cortas, como la fructosa, la glucosa y la sacarosa. Durante la maduración del fruto, también aumenta la gluconeogénesis.
Los ácidos se descomponen en el proceso de maduración y ello contribuye a endulzar el sabor del fruto maduro. En algunas frutas como la guayaba, hay una disminución constante de vitamina C a medida que madura la fruta que se debe principalmente a la disminución generalizada del contenido de ácido. Dependiendo de la fruta, la maduración tiene diferentes etapas.

## Lista de frutos climatéricos y no climatéricos

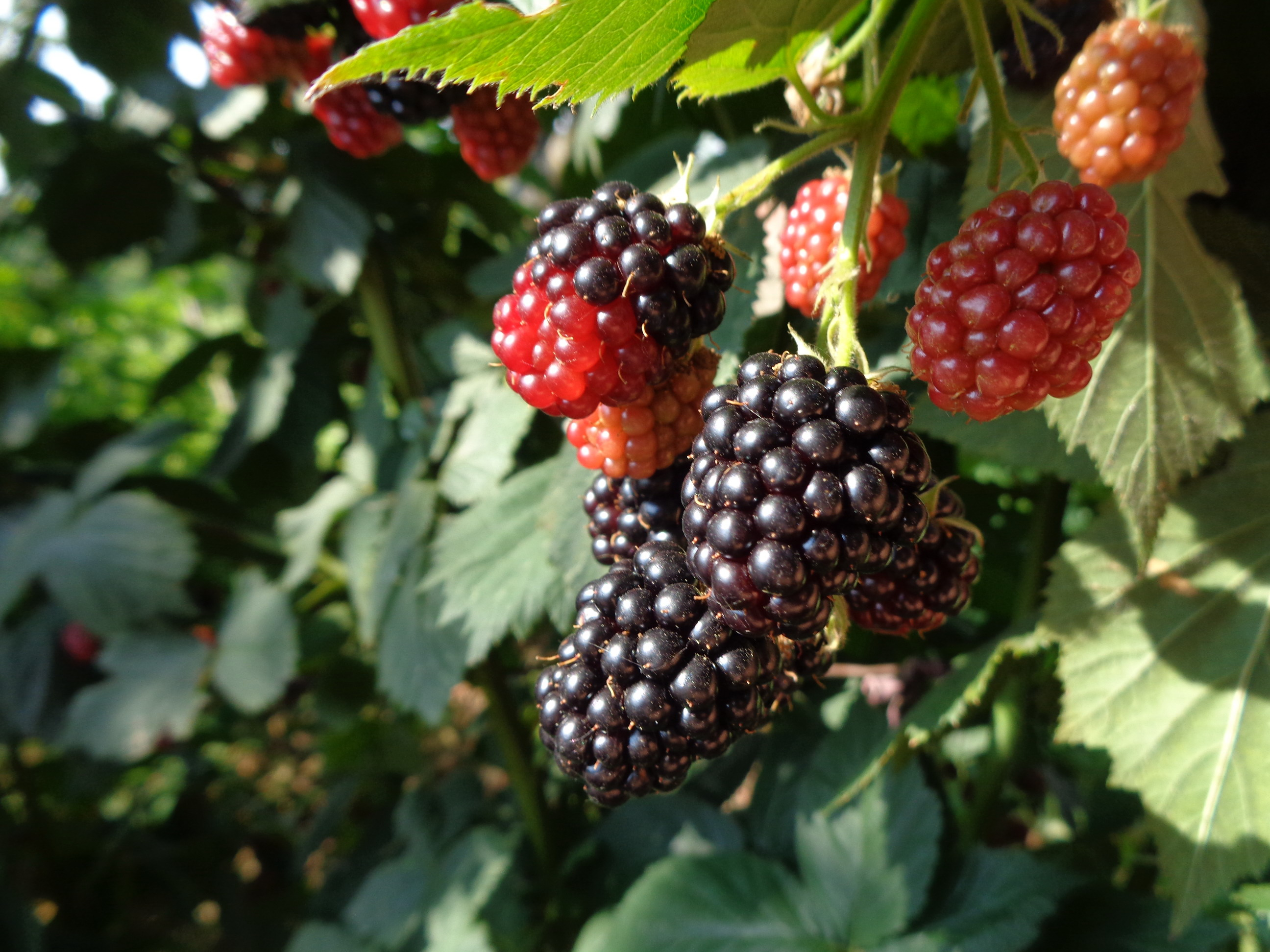
Moras en varias etapas de su madurez.

Esta es una lista incompleta de frutas que maduran después de la recolección (climatéricas) y aquellas que no (no climatéricas).

### Climatéricas
- Aguacate
- Albaricoque
- Banana
- Ciruela
- Dátil
- Guayaba
- Kiwi
- Mango
- Manzana
- Maracuyá
- Melocotón o durazno
- Melón cantalupo
- Melón verde
- Mora
- Nectarina
- Papaya
- Pera
- Persimón o kaki
- Tomate

### No climatéricas
- Aceituna
- Bayas
  - Arándano
  - Frambuesa
  - Fresa
  - Grosella negra
  - Uva crespa
  - Zarzamora
- Cereza o guinda
- Cítricos
- Coco
- Granada
- Higo
- Pawpaw
- Piña
- Rambután
- Sandía
- Uva
- Zapallo de verano

## Regulación sobre la maduración
Hay dos patrones para la maduración de la fruta: el climatérico, que es inducido por etileno, y el no-climatérico, que ocurre independientemente del etileno. Esta distinción puede ser útil para determinar los procesos de maduración de varias frutas, ya que las frutas climatéricas continúan madurando después de ser recogidas debido a la presencia de etileno, mientras que las no climatéricas solo maduran mientras aún están adheridas a la planta. En frutas no climatéricas, las auxinas actúan para inhibir la maduración. Lo hacen reprimiendo genes implicados en la modificación celular y la síntesis de antocianinas. La maduración puede ser inducida por ácido abscísico, específicamente el proceso de acumulación de sacarosa, así como la adquisición de color y firmeza. Si bien el etileno juega un papel importante en la maduración de las plantas climatéricas, también tiene efectos en especies no climatéricas. En las fresas, se demostró que estimula los procesos de suavizado y color. Los estudios encontraron que la adición de etileno exógeno induce procesos de maduración secundarios en las fresas, estimulando la respiración. Sugirieron que este proceso involucra receptores de etileno que pueden variar entre frutas climatéricas y no climatéricas.

### Jasmonato de metilo
El jasmonato está involucrado en múltiples aspectos del proceso de maduración en frutas no climatéricas. Esta clase de hormonas incluye ácido jasmónico y metil-jasmonato. Los estudios demostraron que la expresión de genes implicados en diversas vías de maduración aumentó con la adición de jasmonato de metilo (JaMe). Este estudio encontró que el jasmonato de metilo condujo a un aumento de la coloración roja y la acumulación de lignina y antocianinas, que pueden usarse como indicadores de maduración. Los genes que analizaron incluyen los implicados en la acumulación de antocianinas, la modificación de la pared celular y la síntesis de etileno; todo lo cual promueve la maduración de la fruta.

### Ácido abscísico
El ácido abscísico (ABA) también juega un papel importante en la maduración de plantas no climatéricas. Se ha demostrado que aumenta la tasa de producción de etileno y las concentraciones de antocianinas. La maduración mejoró, como se ve con la coloración y ablandamiento acelerados de la fruta. Esto ocurre porque el ABA actúa como regulador de la producción de etileno, aumentando la síntesis de manera similar a las frutas climatéricas.

## Maduración en la carne
En carnicería, el proceso denominado «maduración» se refiere al reposo que se le da la carne desde que el animal muere hasta que la carne se ablanda lo suficiente, entre tres días y tres semanas dependiendo del animal. Es una forma casi eufemística de llamar a lo que en realidad es un proceso de pudrición, por lo que en un sentido biológico la «maduración» de la fruta y la verdura y la «maduración» de la carne no tienen que ver. Cuando una carne madura, la mioglobina de la sangre degenera en metamioglobina, que es lo mismo que ocurre durante la cocción pero de manera mucho más lenta. La carne se torna de un color marronáceo, similar a la que tiene cuando está guisada. Las enzimas actúan en los músculos, ablandando la carne. Finalmente, se multiplican las bacterias que se alimentan del colágeno. Se dice que tras la maduración, la carne queda «tierna».